# Phrynomantis affinis
Phrynomantis affinis es una especie de anfibio anuro de la familia Microhylidae.

## Distribución geográfica
Esta especie habita:
- en el noreste de Namibia;
- en el este de Angola;
- en el sur de la República Democrática del Congo;
- en el oeste de Zambia.[5]

Su presencia es incierta en Botsuana, Tanzania y Zimbabue.

## Publicación original
- Boulenger, 1901 : Batraciens nouveaux. Annales du Musée Royal du Congo Belge, Sciences Zoologiques, Tervuren, vol. 2, p. 1-14.[6]